# 上木椛
上木 椛（うえき もみじ、1993年6月 - ）は、日本の女優である。BANZAI FILMS所属。

## 略歴・人物
1993年6月生まれ、大阪府出身。高校は中国・上海に留学し、帰国後の2013年に劇団犯罪友の会に入団。2020年よりBANZAI FILMSに所属。
2016年の第18回関西現代演劇俳優賞では奨励賞候補に推され、演劇評論家で大阪芸術大学短期大学部准教授の九鬼葉子から「思い切りのいい溌剌とした演技」などと評された。翌2017年は「白蓮の針」お陸役および「風の姿で」陸子役で第19回関西現代演劇俳優賞奨励賞を受賞した。受賞に際し、九鬼葉子は「鮮やかな変化を演じ切った」などと評した。
俳優業の傍ら、メイクアップアーティストとしても活動している。
趣味はミュージカル鑑賞、旅行（バックパッキング）。特技は水泳、ピアノ、中国語、着付け、マラソン、登山。また、資格マニアで、日本化粧品検定3級、きもの文化検定3級、ビューティ・コーディネーター検定2級、色彩検定3級、英語検定3級、新HSK（漢語水平考試）6級、ファイナンシャル・プランニング技能士3級、などを取得している。

## 出演
- 野外演劇「ゆづり葉」 - 2013年10月、劇団犯罪友の会、敬子役[15][19]。
- 演劇「横丁のダーリン」 - 2014年5月、劇団犯罪友の会、夏子役[15][20]。
- 野外演劇「ほつれ髪」 - 2014年10月、劇団犯罪友の会、和歌子役[15][21]。
- 演劇「横丁のダーリン（再演）」 - 2015年5月、劇団犯罪友の会、夏子役[15][22]。
- 演劇「ひまわりとブルース」 - 2015年10月、劇団犯罪友の会、知子役[15][23]。
- 演劇「白蓮の針（再演）」 - 2016年2月、劇団犯罪友の会、お陸役[15][24]。
- 演劇「風の姿で」 - 2016年7月、劇団犯罪友の会、睦子役[15][25]。
- 演劇「ラジオのように（改訂版）」 - 2017年5月、劇団犯罪友の会、夏子役[15][26]。
- 野外演劇「ことの葉こよみ」 - 2017年10月、劇団犯罪友の会、千秋役[15][27]。
- 映画「菊とギロチン」 - 2018年7月、春子役[28]。
- ドラマ「元町ロックンロールスウィンドル」第8話 - 2019年4月、サンテレビ、マミ役[15][29]。
- ドラマ「惑星スミスでネイキッドランチを」 - 2021年4月、サンテレビ[30]。

## メイクアップ担当
- ドラマ「惑星スミスでネイキッドランチを」 - 2021年4月、メイクスタッフ[30]。
- 映画「赤穂夢物語り〜令和龍國伝〜」 - 2021年秋公開予定、メイクスタイリストチーフ[31]。